# アール・チナ・スミス
アール・チナ・スミス（Earl "Chinna" Smith、1955年8月6日 - ）は、ジャマイカのギタリスト。単にアール・スミス (Earl Smith) と表記されることも。

## 経歴
レゲエバンド、ソウル・シンジケート(Soul Syndicate)のギタリストであり、1970年代から数多くのジャマイカのアーティストとセッションをし、レゲエのリズム・ギターの領域では第一人者となった。個人名義のアルバムとしては1977年、High Timesレーベルより『Sticky Fingers』をリリース。さらに1983年には『Dub It』を、1991年にも同レーベルより『Home Grown』をリリースしている。近年はEarl Chinna Smith & Idrens名義で2005年に『Inna de Yard』を、2009年には『Inna de Yard Vol.2』をフランスのMakasoundレーベルから発表した。さらに、スミスはソロ活動だけではなくシンガーのバッキングにおいても才能を発揮しており、グラミー賞を受賞しているレゲエの曲の半分で、彼がギターを演奏している、と言われている。ダンスホール・レゲエ全盛の現在でも、例えばシズラやジギー・マーレィ(Ziggy Marley)のアルバム制作に参加し、アレンジャー、プロデューサーとしても活躍している。